# Silva Kaputikyan

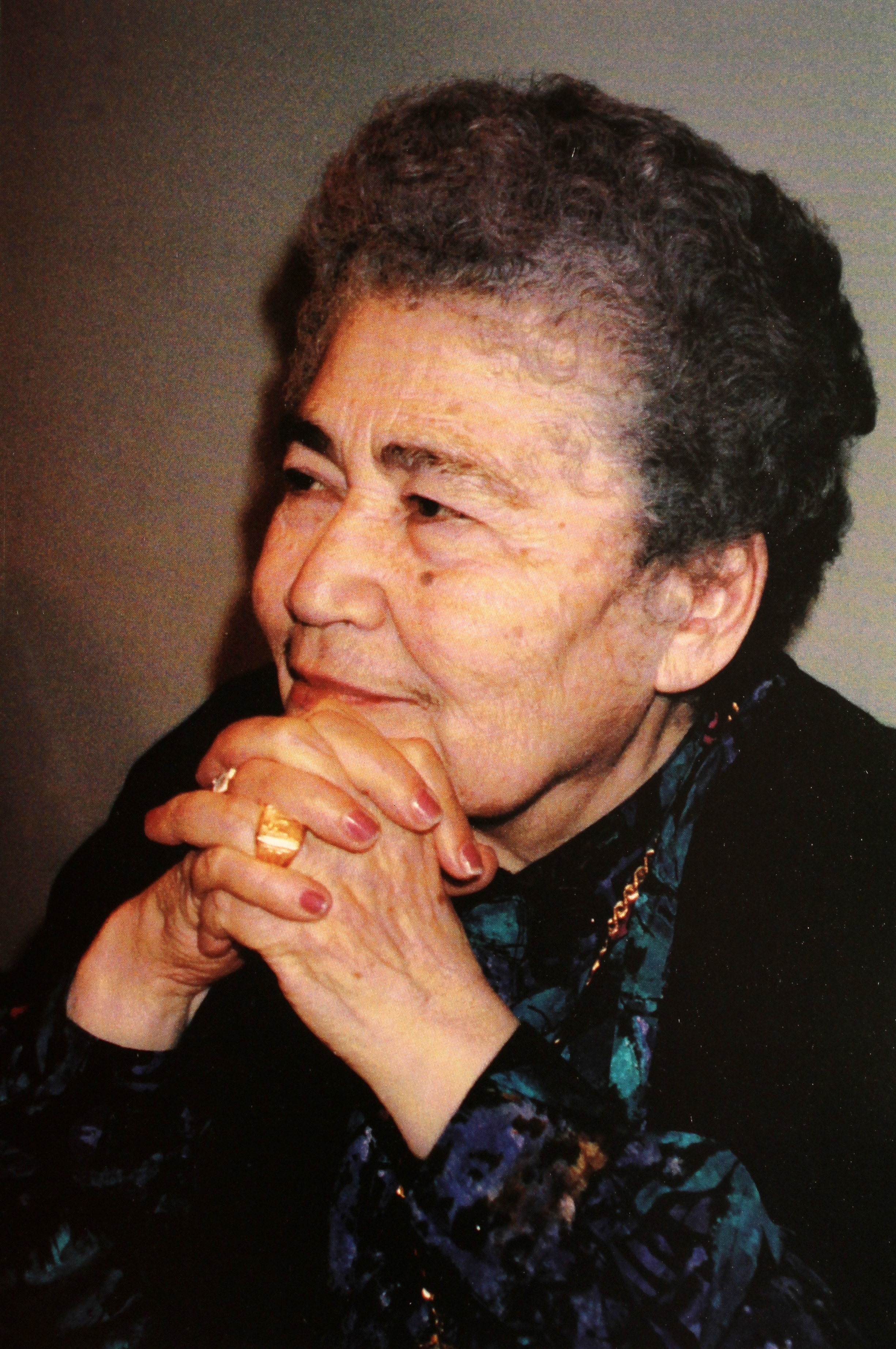
Silva Kaputikyan

Silva Kaputikyan (tiếng Armenia: Սիլւա Կապուտիկեան) là một nhà thơ lớn của nước cộng hòa Armenia. Bà sinh ngày 20 tháng 1 năm 1919 tại Yerevan, Armenia và mất ngày 25 tháng 8 năm 2006.

## Tiểu sử
Silva Kaputikyan sinh ở Erevan. Bố là người tỵ nạn từ thành phố Van (Thổ Nhĩ Kỳ), trước làm biên tập viên của một tờ báo, sau dạy học. Sirvard Kaputikyan tốt nghiệp khoa ngôn ngữ Đại học Erevan và trường viết văn. Bắt đầu in thơ từ năm 1933. Hội viên Hội nhà văn Armenia từ năm 1941. Năm 1952 được tặng Giải thưởng nhà nước Liên Xô. 
Những đề tài chính trong thơ Sirva Kaputikyan là tình yêu, lòng yêu nước và sự cô đơn của người phụ nữ. Bà đặc biệt nổi tiếng với nhiều bài thơ về tình yêu, tình mẹ và nhiều bài viết về số phận của cộng đồng người Armenia ở nước ngoài. Ngoài hoạt động văn học bà còn là Đại biểu Xô viết Tối cao Liên Xô và Viện sĩ Viện hàn lâm khoa học Nga. Bà được tặng nhiều giải thưởng cao quý của nhà nước Armenia, Liên Xô và nhiều giải thưởng của các nước: Ý, Ukraina, Mỹ, Grruzia, Anh.
Silva Kaputikyan là tác giả của gần 60 cuốn sách viết bằng tiếng Armenia và tiếng Nga. Thơ của bà được dịch ra nhiều thứ tiếng, trong đó có tiếng Việt.

## Tác phẩm
Một số tập thơ bằng tiếng Nga:
- В эти дни (Trong những ngày này, 1945)
- Стихи (Thơ, 1947)
- На берегу Занги (Bên bờ sông Zangy, 1947)
- Мои родные (Những người ruột thịt của tôi, 1951)
- В добрый путь (Lên đường may mắn, 1954)
- Откровенная беседа (Cuộc trò chuyện cởi mở, 1955)
- Раздумья на полпути (Suy ngẫm trên đường, 1960)
- Часы ожидания (Những giờ đợi chờ, 1983)
- Тревожный день (Ngày lo âu, 1985)

## Một vài bài thơ
| Да, я сказала: "Уходи" Да, я сказала: "Уходи", - Но почему ты не остался? Сказала я: "Прощай, не жди", - Но как же ты со мной расстался? Моим словам наперекор Глаза мне застилали слезы. Зачем доверился словам? Зачем глазам не доверялся? Годы спустя Я образ твой хочу сберечь. Я не хочу с тобою встреч. Порой спешу с пути свернуть, Чтоб не столкнуться где-нибудь. Да, я хочу, любимый мой, Чтоб жил ты в памяти моей Таким, как был ты той зимой, Той давней ночью без огней. Чтоб как тогда меня любил И той же синью цвел твой взор, - Чтоб ты нежнее снега был И жег сильнее, чем костер. Чтоб снова таяла зима От жарких губ, от слов твоих, Чтоб вновь я верила сама ' В неповторимость смысла их! Казалось мне тогда - ты мог Забыть и славу и себя И мир восторга и тревог К ногам моим сложить, любя. Я образ твой хочу сберечь, Я не хочу с тобою встреч, С тобой, потухшим, серым, злым. Ступай один путем своим. Разрыв Знаю, знаю, что она красива, Что глаза - темнее ночи звездной... Уходи. От нашего разрыва Рухнут стены... Прочь, пока не поздно! Не гляди в глаза мои украдкой, Эти слезы - вздор, и что в них толку! Плачь не плачь, а счастье было кратко, Плачь не плачь, а горю длиться долго. Уходи скорей. Открыты двери. Не следи за мной в тоске неловкой. Сердце не свыкается с потерей, Коль к тебе привязано веревкой. Ты отходишь, и петля невольно Затянулась, будто мы все ближе! Это больно. Понимаешь? Больно. Оторвись! Уйди скорей! Уйди же! | Em bảo anh: "Đi đi!" Sao anh không ở lại? Em bảo anh: "Đừng đợi!" Sao anh lại ra đi? Những lời em trái ngược Mắt em lệ đầy vơi Tại sao anh tin lời? Sao không nhìn đôi mắt? Bản dịch khác: Em bảo anh đi đi, Sao anh không đứng lại ? Em bảo anh đừng đợi, Sao anh lại vội về ? Lời nói gió bay đi, Đôi mắt huyền đẫm lệ. Sao mà anh ngốc thế ! Không nhìn vào mắt em. Mấy năm sau Em muốn giữ gìn hình ảnh của anh Nhưng gặp mặt cùng anh, em không muốn Em bây giờ vội vàng rẽ sang đường Để nơi nào đó không còn đụng chạm. Vâng, em muốn để cho, anh yêu ạ Anh mãi sống trong kỷ niệm của em Anh là cái người của một mùa đông Và của cái đêm ngày xưa không lửa. Để cho anh yêu em như ngày đó Và màu xanh ngày ấy ánh mắt anh Để cho anh hơn cả tuyết – dịu dàng Và cháy bừng mạnh mẽ hơn đống lửa. Để cho mùa đông tan đi lần nữa Vì bờ môi cháy bỏng, những lời anh Và để em một lần nữa, tự mình Tìm điều đặc biệt những lời nói đó! Ngày ấy em ngỡ rằng anh có thể Quên bản thân mình, quên sự vinh quang Cả thế giới lo lắng và hân hoan Sẽ quỳ xuống dưới chân em, yêu quý. Em muốn giữ gìn hình ảnh của anh Nên em không muốn cùng anh gặp mặt Anh giờ nhạt nhẽo, tầm phơ, chán ngắt Hãy bước đường anh, và chỉ một mình. Đoạn tuyệt Em vẫn biết rằng cô ta đẹp lắm Rằng đôi mắt – đen hơn cả trời đêm... Anh đi đi. Đổ xuống những bức tường Hãy tránh ra, một khi còn chưa muộn. Và đôi mắt em anh đừng nhìn trộm Dòng nước mắt này có được gì đâu! Khóc hay không – đau khổ vẫn dài lâu Khóc hay không – hạnh phúc thì quá ngắn. Anh đi đi. Những cánh cửa mở toang Đừng nhìn em trong nỗi buồn như thế Với mất mát, con tim còn xa lạ Bởi bằng dây đã từng buộc vào anh. Anh bước đi, dây thòng lọng vô tình Siết chặt lại, có vẻ ta gần hẳn Nhưng anh biết không, ta càng đau đớn Hãy bứt ra! Và hãy bước cho nhanh! Bản dịch của Nguyễn Viết Thắng |

Nhạc sĩ Vũ Thành An đã từng lấy bài thơ 'Em bảo anh: "Đi đi!" làm cảm hứng sáng tác nên ca khúc 'Bài không tên số 50'. Dưới đây là toàn bộ nội dung lời bài hát.
Em bảo: "Anh đi đi"
Sao anh không đứng lại?
Em bảo: "Anh đừng đợi"
Sao anh vội về ngay?

Lời nói thoảng gió bay
Đôi mắt huyền đẫm lệ
Mà sao anh dại thế
Không nhìn vào mắt em

Mà sao anh dại thế
Không nhìn vào mắt em
Không nhìn vào mắt sầu
Không nhìn vào mắt sâu?

Những chuyện buồn qua đi
Xin anh không nhắc lại
Em ngu khờ vụng dại
Anh mơ mộng viễn vông

Đời sống nghiệt ngã không
Cho chúng mình ấm mộng
Thì thôi xin gửi sóng
Đưa tình về cuối sông

Thì thôi xin gửi sóng
Đưa tình về cuối sông
Đưa tình về với mộng
Đưa tình vào cõi không